# Calosota mateui
Calosota mateui is een vliesvleugelig insect uit de familie Eupelmidae. De wetenschappelijke naam is voor het eerst geldig gepubliceerd in 1966 door Ferrière.